# Stefan Nimke
Stefan Nimke, né le 1er mars 1978 à Hagenow, est un cycliste sur piste allemand. De par ses performances et son palmarès, il fut souvent décrit comme le successeur allemand du champion olympique Jens Fiedler.

## Palmarès

### Jeux olympiques
- Sydney 2000
  -  Médaillé d'argent du kilomètre
- Athènes 2004
  -  Champion olympique de vitesse par équipes (avec Jens Fiedler et René Wolff)
  -  Médaillé de bronze du kilomètre
- Pékin 2008
  -  Médaillé de bronze de vitesse par équipes

### Championnats du monde
- Perth 1997
  -  Médaille de bronze du kilomètre
- Bordeaux 1998
  -  Médaille de bronze de vitesse par équipes
- Berlin 1999
  -  Médaille de bronze du kilomètre
  -  Médaille de bronze de vitesse par équipes
- Stuttgart 2003
  -  Champion du monde du kilomètre
- Los Angeles 2005
  -  Médaille de bronze de vitesse par équipes
- Bordeaux 2006
  -  Médaille de bronze de vitesse
- Palma de Majorque 2007
  -  Médaille de bronze de vitesse par équipes
- Pruszkow 2009
  -  Champion du monde du kilomètre
  -  Médaillé de bronze de vitesse par équipes
- Ballerup 2010
  -  Champion du monde de vitesse par équipes (avec Robert Förstemann et Maximilian Levy)
- Apeldoorn 2011
  -  Champion du monde du kilomètre
  -  Champion du monde de vitesse par équipes (avec Maximilian Levy et René Enders)
- Melbourne 2012
  -  Champion du monde du kilomètre

### Coupe du monde
- 1998
  - 1er du kilomètre à Cali
  - 1er de la vitesse par équipes à Victoria (avec Jens Fiedler et Jan van Eijden)
  - 2e de la vitesse par équipes à Cali
  - 3e du kilomètre à Victoria
- 2003
  - Classement général du kilomètre
  - 1er du kilomètre à Moscou
  - 2e du kilomètre au Cap
  - 2e de la vitesse par équipes au Cap
- 2004
  - 1er du kilomètre à Aguascalientes
  - 3e de la vitesse par équipes à Aguascalientes
- 2004-2005
  - 2e de la vitesse par équipes à Manchester
  - 3e du kilomètre à Manchester
- 2005-2006
  - 1er de la vitesse par équipes à Moscou (avec Matthias John et Carsten Bergemann)
  - 1er de la vitesse à Moscou
- 2006-2007
  - 2e de la vitesse à Moscou
- 2007-2008
  - 2e de la vitesse par équipes à Sydney
  - 3e de la vitesse à Pékin
- 2008-2009
  - 1er de la vitesse par équipes à Cali
  - 1er du kilomètre à Cali
  - 2e de la vitesse à Cali
- 2009-2010
  - 1er du kilomètre à Manchester
  - 3e de la vitesse par équipes à Manchester
- 2010-2011
  - 2e de la vitesse par équipes à Manchester
- 2011-2012
  - 1er de la vitesse par équipes à Cali (avec René Enders et Maximilian Levy)
  - 1er du kilomètre à Londres

### Championnats d'Europe
- Pruszków 2010
  -  Champion d'Europe de vitesse par équipes (avec Maximilian Levy et Robert Förstemann)
- Apeldoorn 2011
  -  Champion d'Europe de vitesse par équipes (avec René Enders et Robert Förstemann)

## Distinctions
- UEC Hall of Fame[1]